# William Gregory Lee
William Gregory „Greg“ Lee (* 24. Januar 1973 in Virginia Beach, Virginia) ist ein US-amerikanischer Schauspieler.

## Leben
Lee debütierte 1995 in einer Episode der Fernsehserie Die Abenteuer des jungen Indiana Jones und 1996 im Fernsehfilm Indiana Jones und die Reise mit Dad. Es folgten Episodenrollen in Beverly Hills, 90210, Schatten der Leidenschaft und Clueless – Die Chaos-Clique. Eine erste größere Serienrolle übernahm er in Xena – Die Kriegerprinzessin als Virgil . Von 2000 bis 2001 verkörperte er die Doppelrolle des Zack/Sam in der Fernsehserie Dark Angel. Zur Rolle des Zack sagte er, dass es für ihn die am schwierigsten zu verkörpernden Rolle war. Von 2004 bis 2007 war er als Ambrosius Vallin in der Fernsehserie Dante’s Cove zu sehen. Er wirkte als Nick Mooney in der Fernsehserie Justified mit. Von 2011 bis 2014 war er in 14 Episoden mit. In seiner Schauspielkarriere übernahm er auch kleinere und größere Rollen in Fernseh- und Kinofilmen.
Von 2002 bis 2006 war er mit seiner High-School-Liebe verheiratet. Im Februar 2009 wurde er Vater einer Tochter.

## Filmografie
- 1995: Die Abenteuer des jungen Indiana Jones (The Adventures of Young Indiana Jones) (Fernsehserie, Episode 3x04)
- 1996: Indiana Jones und die Reise mit Dad (The Adventures of Young Indiana Jones: Travels with Father) (Fernsehfilm)
- 1996: Der süße Kuß des Todes (A Kiss So Deadly) (Fernsehfilm)
- 1997: Beverly Hills, 90210 (Fernsehserie, Episode 7x21)
- 1997: Schatten der Leidenschaft (The Young and the Restless) (Fernsehserie, Episode 1x6145)
- 1998: Anything Once (Kurzfilm)
- 1998: Rude Awakening – Nur für Erwachsene! (Rude Awakening) (Fernsehserie, Episode 1x02)
- 1998: Wind on Water (Fernsehserie, 4 Episoden)
- 1999: Clueless – Die Chaos-Clique (Clueless) (Fernsehserie, Episode 3x22)
- 1999: The Grit
- 2000: Brutally Normal (Fernsehserie, Episode 1x03)
- 2000: Xena – Die Kriegerprinzessin (Xena: Warrior Princess) (Fernsehserie, 6 Episoden)
- 2000–2001: Dark Angel (Fernsehserie, 8 Episoden)
- 2001: Baywatch – Die Rettungsschwimmer von Malibu (Baywatch) (Fernsehserie, Episode 11x13)
- 2001: V.I.P. – Die Bodyguards (V.I.P.) (Fernsehserie, Episode 4x01)
- 2002: Wolves of Wall Street
- 2002: Fits and Starts
- 2002–2003: JAG – Im Auftrag der Ehre (JAG) (Fernsehserie, 2 Episoden)
- 2003: Run of the House (Fernsehserie, Episode 1x03)
- 2004: U-Boat (In Enemy Hands)
- 2004: Eiskalte Engel 3 (Cruel Intentions 3)
- 2004: Nip/Tuck – Schönheit hat ihren Preis (Nip/Tuck) (Fernsehserie, Episode 2x16)
- 2004–2007: Dante’s Cove (Fernsehserie, 13 Episoden)
- 2005: Wheelmen
- 2005: Beauty and the Beast
- 2005: Hell to Pay
- 2005: The Cabinet of Dr. Caligari
- 2005: Navy CIS (Navy NCIS) (Fernsehserie, Episode 3x10)
- 2006: Las Vegas (Fernsehserie, Episode 3x12)
- 2006: See des Grauens (Sam’s Lake)
- 2006: Circumstances of Fate
- 2007: Mexican Sunrise
- 2007: CSI: NY (Fernsehserie, Episode 3x21)
- 2007: Dismal
- 2008: House of Fallen
- 2008: Fall of Hyperion (Fernsehfilm)
- 2009: Hydra – The Lost Island (Hydra) (Fernsehfilm)
- 2009: Tripping Forward
- 2009: Bitch Slap
- 2011: Femme Fatales (Fernsehserie, Episode 1x06)
- 2011–2014: Justified (Fernsehserie, 14 Episoden)
- 2012: Navy CIS: L.A. (NCIS: Los Angeles) (Fernsehserie, Episode 3x23)
- 2015: The Mentalist (Fernsehserie, Episode 7x10)
- 2016: Domain
- 2017: Blind Trust
- 2018: Aufbruch zum Mond (First Man)
- 2020: The Walking Dead (Fernsehserie, 2 Episoden)
- 2021: Things Don’t Stay Fixed